# Enchastrayes
Enchastrayes [ɑ̃ʃastʁaj] est une commune française, située dans le département des Alpes-de-Haute-Provence en région Provence-Alpes-Côte d'Azur.
Le nom de ses habitants est Enchastrayens, en valéian lous Enchastraiencs,.

## Géographie

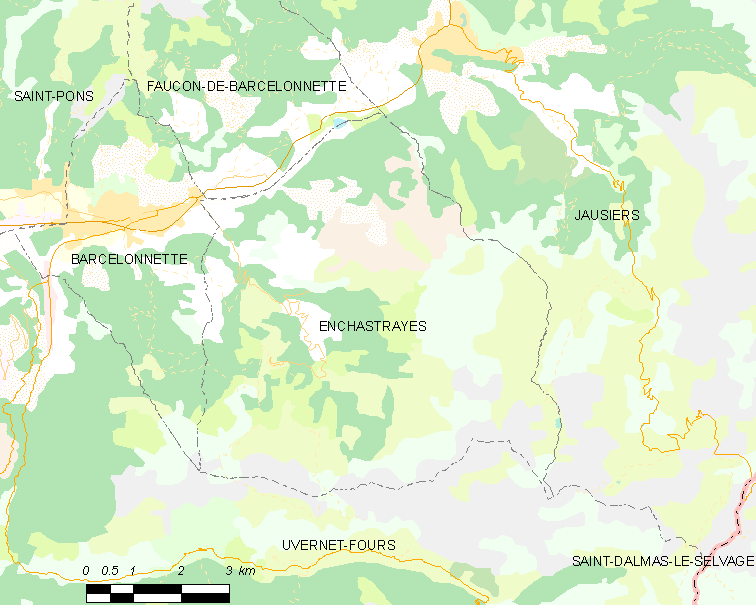
Enchastrayes et les communes voisines (Cliquez sur la carte pour accéder à une grande carte avec la légende).

Le village d’Enchastrayes est situé à 1 450 m d’altitude.
Les communes limitrophes d’Enchastrayes sont Faucon-de-Barcelonnette, Jausiers, Uvernet-Fours et Barcelonnette.

### Géologie
Lors des deux dernières grandes glaciations, la glaciation de Riss et la glaciation de Würm, la vallée de l’Ubaye est envahie par le glacier de l’Ubaye et ses glaciers affluents. Les sommets des crêtes n’ont jamais été recouverts.

### Relief
- Le Chapeau de Gendarme 2 682 m,
- Le Brec Premier à 2 560 m et le Brec Second à 2 596 m.
- Sommet de l’Alpe
- Lac des Terres-Plaines (à 2 408 m) et col des Terres-Plaines (2 775 m)

### Environnement
La commune compte 734 ha de bois et forêts, soit 16,6 % de sa superficie.

### Hameaux
La commune comporte plusieurs hameaux :
- le Sauze 1 400 m, village principal
- le Super Sauze 1 700 m, station haute
- Enchastrayes 1 500 m, entre le Sauze et la Rente
- la Chaup 1 160 m, quartier résidentiel au pied du Sauze
- le Villard 1 200 m, sur la route de Jausiers
- la Conche 1 450 m, en face le Sauze
- la Conchette 1 450 m, constitué de petit chalet en bois, en face le Sauze
- la Rente 1 600 m, petite station intermédiaire entre Sauze et Super Sauze

### Risques naturels et technologiques

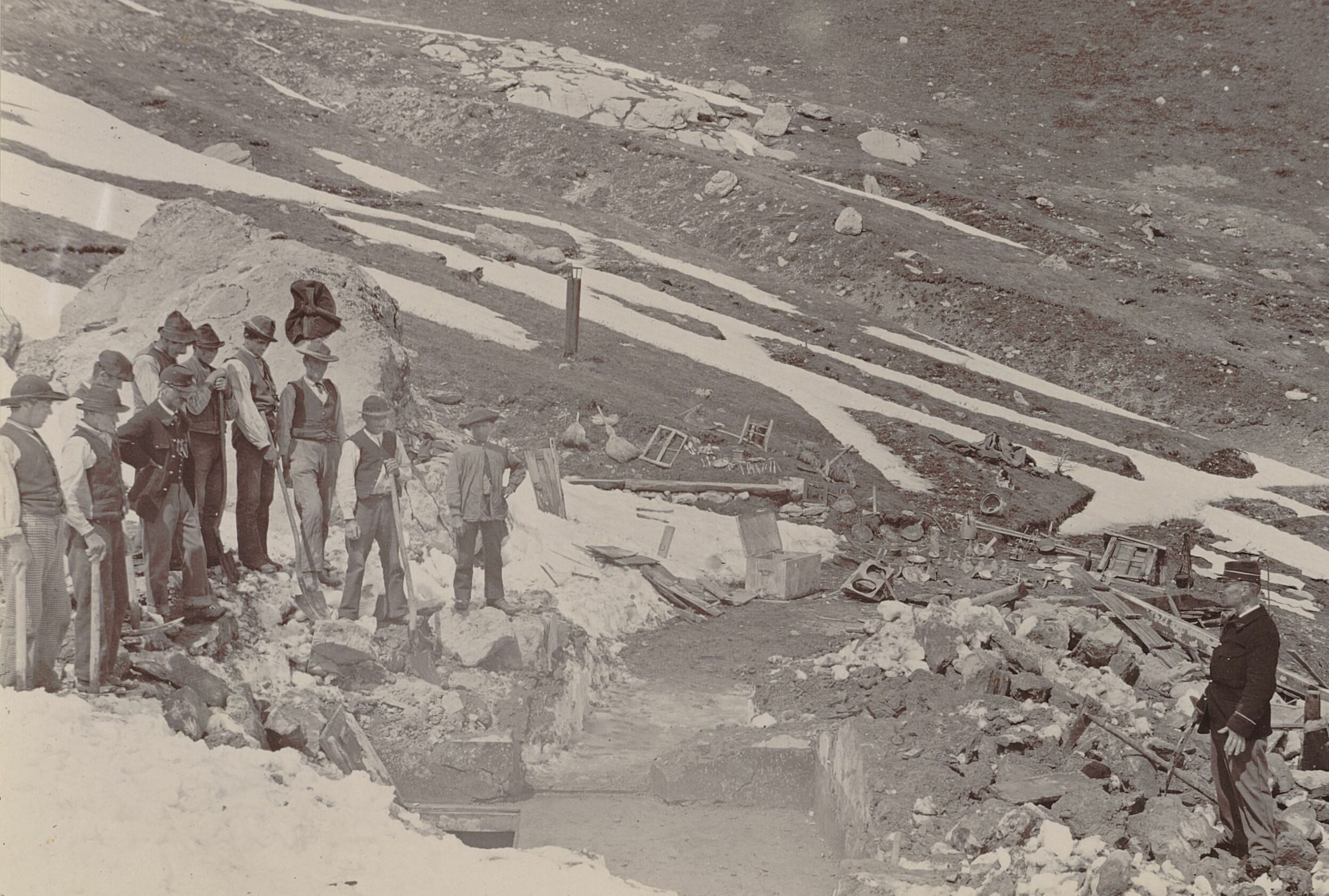
Groupe de personnes devant une baraque forestrière détruite à la suite de l'avalanche de Pra-Chabre en 1892.

Aucune des 200 communes du département n'est en zone de risque sismique nul. Le canton de Barcelonnette auquel appartient Enchastrayes est en zone 1b (sismicité faible) selon la classification déterministe de 1991, basée sur les séismes historiques, et en zone 4 (risque moyen) selon la classification probabiliste EC8 de 2011. La liste des tremblements de terre ressentis d’une intensité macro-sismique ressentie supérieure à V sur l’échelle MSK (dormeurs réveillés, chutes d’objets) suivent (les intensités indiquées sont celles ressenties dans la commune, l’intensité peut être plus forte à l’épicentre) :
- le séisme du 19 mars 1935, d’une intensité ressentie à Enchastrayes de V et demi et dont l’épicentre était situé à Saint-Clément-sur-Durance[9] ;
- le séisme du 18 juillet 1938, avec une intensité macro-sismique de IV et demi et dont l’épicentre était situé à Queyras[10] ;
- le séisme du 23 février 1941, d’une intensité ressentie à Enchastrayes de IV et demi et dont l’épicentre était situé dans le Piémont italien[11] ;
- le séisme du 15 mars 1942, d’une intensité ressentie à Enchastrayes de IV et dont l’épicentre était situé aux Orres[12] ;
- le séisme du 31 octobre 1997, d’une intensité ressentie à Enchastrayes de IV et dont l’épicentre était situé à Prads-Haute-Bléone[13].

La commune d’Enchastrayes est également exposée à quatre autres risques naturels :
- avalanche ;
- feu de forêt ;
- inondation (dans la vallée de l'Ubaye) ;
- mouvement de terrain.

La commune d’Enchastrayes n’est exposée à aucun des risques d’origine technologique recensés par la préfecture. Le plan de prévention des risques naturels prévisibles (PPR) de la commune a été approuvé en 2000 pour les risques d’inondation, de mouvement de terrain et d’avalanche et le Dicrim n’existe pas non plus.

### Toponymie
L'origine du nom serait provençale ; "enchastre" veut dire mettre les raquettes (à neige), puisque la commune se trouve au pied du col de Fours enneigé en hiver, et qui était emprunté à l'époque par les colporteurs pour passer de la vallée de l’Ubaye à celle du Bachelard.[réf. nécessaire] Selon une autre étymologie, son nom, Incastratus serait dû à sa position entre des rochers ; Ernest Nègre propose, toujours en nord-occitan, le sens de village au milieu d’un cirque de montagnes.
En valéian, le nom de la commune est Enchastraia[réf. incomplète],[réf. incomplète]).

### Climat
Pour des articles plus généraux, voir Climat de Provence-Alpes-Côte d'Azur et Climat des Alpes-de-Haute-Provence.
En 2010, le climat de la commune est de type climat océanique altéré, selon une étude du Centre national de la recherche scientifique s'appuyant sur une série de données couvrant la période 1971-2000. En 2020, Météo-France publie une typologie des climats de la France métropolitaine dans laquelle la commune est exposée à un climat de montagne ou de marges de montagne et est dans la région climatique Alpes du sud, caractérisée par une pluviométrie annuelle de 850 à 1 000 mm, minimale en été.
Pour la période 1971-2000, la température annuelle moyenne est de 7,3 °C, avec une amplitude thermique annuelle de 16,4 °C. Le cumul annuel moyen de précipitations est de 805 mm, avec 6,4 jours de précipitations en janvier et 5,9 jours en juillet. Pour la période 1991-2020, la température moyenne annuelle observée sur la station météorologique de Météo-France la plus proche, « Barcelonnette », sur la commune de Faucon-de-Barcelonnette à 4 km à vol d'oiseau, est de 8,2 °C et le cumul annuel moyen de précipitations est de 694,3 mm. 
La température maximale relevée sur cette station est de 36,7 °C, atteinte le 28 juin 2019 ; la température minimale est de −25 °C, atteinte le 10 février 1986,,.
Les paramètres climatiques de la commune ont été estimés pour le milieu du siècle (2041-2070) selon différents scénarios d'émission de gaz à effet de serre à partir des nouvelles projections climatiques de référence DRIAS-2020. Ils sont consultables sur un site dédié publié par Météo-France en novembre 2022.

## Urbanisme

### Typologie
Au 1er janvier 2024, Enchastrayes est catégorisée commune rurale à habitat dispersé, selon la nouvelle grille communale de densité à 7 niveaux définie par l'Insee en 2022.
Elle est située hors unité urbaine. Par ailleurs la commune fait partie de l'aire d'attraction de Barcelonnette, dont elle est une commune de la couronne,. Cette aire, qui regroupe 11 communes, est catégorisée dans les aires de moins de 50 000 habitants,.

### Occupation des sols
L'occupation des sols de la commune, telle qu'elle ressort de la base de données européenne d’occupation biophysique des sols Corine Land Cover (CLC), est marquée par l'importance des forêts et milieux semi-naturels (90,1 % en 2018), en augmentation par rapport à 1990 (82,5 %). La répartition détaillée en 2018 est la suivante : 
forêts (32,8 %), milieux à végétation arbustive et/ou herbacée (30,5 %), espaces ouverts, sans ou avec peu de végétation (26,8 %), prairies (6,2 %), zones agricoles hétérogènes (3,7 %).
L'évolution de l’occupation des sols de la commune et de ses infrastructures peut être observée sur les différentes représentations cartographiques du territoire : la carte de Cassini (XVIIIe siècle), la carte d'état-major (1820-1866) et les cartes ou photos aériennes de l'IGN pour la période actuelle (1950 à aujourd'hui).

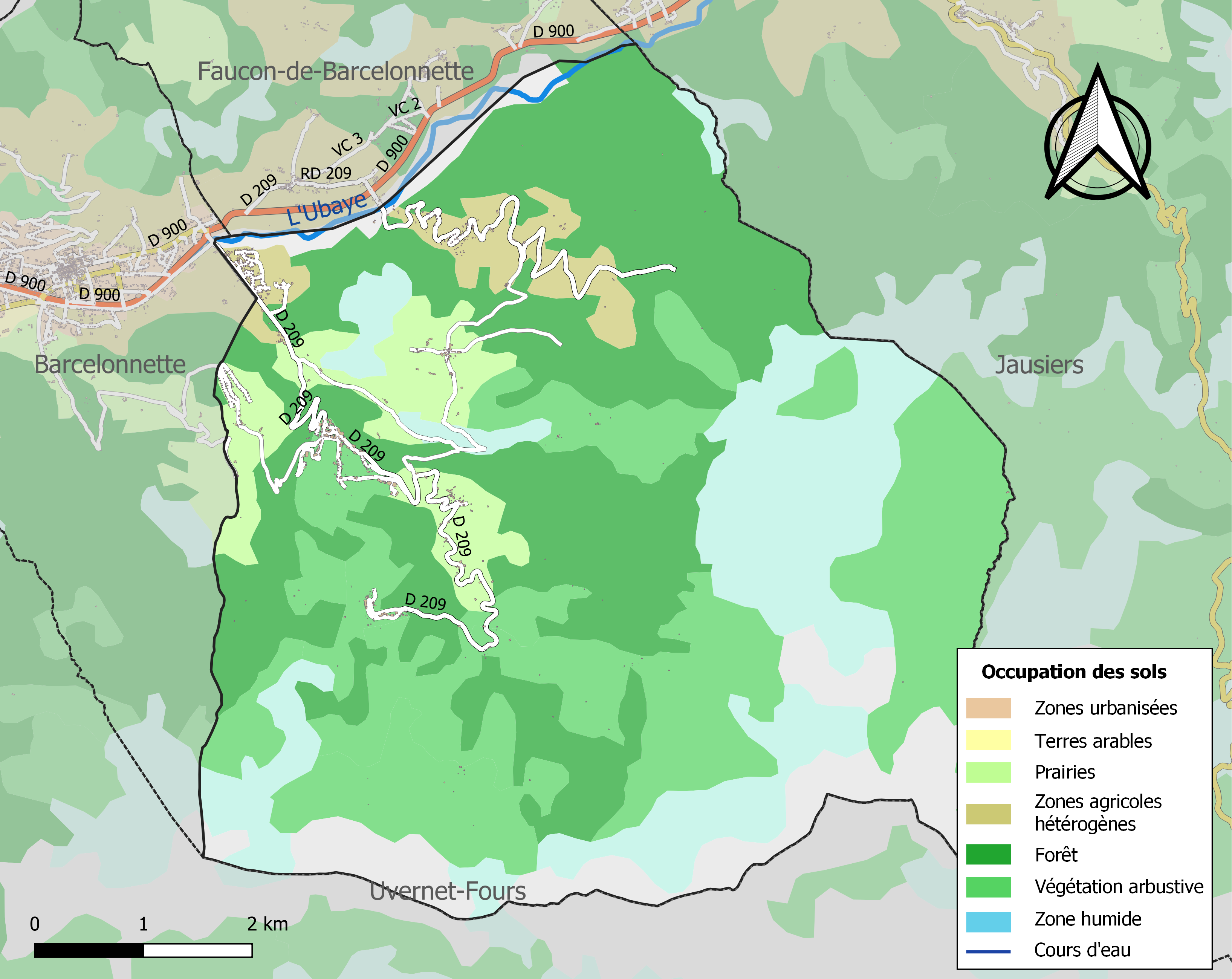
Carte de l'occupation des sols de la commune en 2018 (CLC).

## Économie

### Aperçu général
En 2009, la population active s’élevait à 222 personnes, dont 14 chômeurs (12 fin 2011). Ces travailleurs sont majoritairement salariés (68 %) et travaillent à une courte majorité hors de la commune (53 % des actifs).
Une station de ski se trouve sur la commune, Le Sauze-Super Sauze, créée en 1934 par M. Couttolenc alors propriétaire foncier qui aménagea ses terrains en piste de ski et sa ferme en hôtel.[réf. nécessaire] C’est là que se trouve la principale source d’activité de la commune.

### Agriculture
Fin 2010, le secteur primaire (agriculture, sylviculture, pêche) comptait 20 établissements actifs au sens de l’Insee (exploitants non professionnels inclus) et aucun emploi salarié.
Le nombre d’exploitations professionnelles, selon l’enquête Agreste du ministère de l’Agriculture, est de onze en 2010. Il était de neuf en 2000, de 22 en 1988. Actuellement[Quand ?], ces exploitants sont essentiellement tournés vers l’élevage, notamment ovin (six exploitations). De 1988 à 2000, la surface agricole utilisée (SAU) a fortement augmenté, de 557 ha à 644 ha, ce qui représente un triplement de la surface des exploitations en dix ans. La SAU a légèrement diminué lors de la dernière décennie, à 594 ha.

### Industrie
Fin 2010, le secteur secondaire (industrie et construction) comptait quatre établissements, sans aucun emploi salarié.

### Activités de service
Fin 2010, le secteur tertiaire (commerces, services) comptait 71 établissements (avec 218 emplois salariés), auxquels s’ajoutent les 30 établissements du secteur administratif (regroupé avec le secteur sanitaire et social et l’enseignement), salariant 22 personnes.
D'après l’Observatoire départemental du tourisme, la fonction touristique est très importante pour la commune, avec plus de cinq touristes accueillis par habitant
, l’essentiel de la capacité d'hébergement étant marchande. Les structures d’hébergement à finalité touristique d’Enchastrayes se répartissent entre :
- six hôtels en 2012 (contre neuf en 2007)[38] (un hôtel classé tourisme[39], un hôtel classé une étoile[40], 2 classés deux étoiles en 2012 (contre 3 en 2008 et 5 en 2007)[41],[42], et deux hôtels classés trois-étoiles[43]). Au total, la capacité hôtelière est de 75 chambres (contre 96 en 2008)[42] ;
- un camping deux étoiles[44] avec une capacité de 66 emplacements[45] ;
- plusieurs meublés labellisés[46] ou non (2 500 lits sont fournis par les meublés non labellisés à Enchastrayes, la plus grosse capacité du département[47]) ;
- des chambres d’hôtes[48] ;
- des hébergements collectifs dont un village vacances[49].

Les résidences secondaires apportent un complément important à la capacité d’accueil : au nombre de 1 878, elles représentent 90 % des logements. Parmi les résidences secondaires, 1 660 possèdent plus d’un logement,.

## Histoire
Enchastrayes faisait partie de la communauté de Barcelonnette jusqu’à la Révolution française.
La commune est détachée de Barcelonnette en 1790, mais dépendait de Faucon-de-Barcelonnette pour le spirituel. Trois paroisses sont créées au début du XIXe siècle à Enchastrayes, à l’Aupillon et à la Conche.
Comme de nombreuses communes du département, Enchastrayes se dote d’écoles bien avant les lois Jules Ferry : en 1863, elle compte déjà quatre écoles dispensant une instruction primaire aux garçons (au Sauze, à Enchastrayes, au Villard-de-Faucon, à l’Aupillon). Les filles ne vont pas à l’école dans la commune : la loi Falloux (1851) n’impose l’ouverture d’une école de filles que dans les communes de plus de 800 habitants. La première loi Duruy (1867) abaisse ce seuil à 500 habitants, mais elle n’est pas appliquée et ce n’est qu’avec les lois Ferry que les petites filles d’Enchastrayes vont à l’école.
L’exode rural touche la commune au XIXe siècle. Une grande part des migrants, comme dans le reste de la vallée de l’Ubaye, se tournent vers Lyon. Deux natifs de la commune ont même conquis une position sociale élevée, puisqu’ils s’associent à Henri Germain pour fonder le Crédit lyonnais en 1860.
En 1944, la Wehrmacht détruit le hameau du Sauze.

## Politique et administration

### Municipalité
| Période                                  | Période                       | Identité          | Étiquette | Qualité  |
| ---------------------------------------- | ----------------------------- | ----------------- | --------- | -------- |
| mai 1945                                 |                               | Honoré Couttolenc |           |          |
| mars 1980                                | mars 1987[réf. nécessaire]    | Honoré Couttolenc |           |          |
| mars 1989                                | En cours (au 21 octobre 2014) | Albert Olivero,   | LR        | Retraité |
| Les données manquantes sont à compléter. |                               |                   |           |          |

### Intercommunalité
Enchastrayes fait partie: 
- de 1993 à 2016 de la communauté de communes Vallée de l'Ubaye ;
- à partir du 1er janvier 2017, de la communauté de communes Vallée de l'Ubaye Serre-Ponçon.

### Enseignement
La commune est dotée d’une école primaire.

## Démographie
L'évolution du nombre d'habitants est connue à travers les recensements de la population effectués dans la commune depuis 1793. Pour les communes de moins de 10 000 habitants, une enquête de recensement portant sur toute la population est réalisée tous les cinq ans, les populations de référence des années intermédiaires étant quant à elles estimées par interpolation ou extrapolation. Pour la commune, le premier recensement exhaustif entrant dans le cadre du nouveau dispositif a été réalisé en 2007.
En 2022, la commune comptait 397 habitants, en évolution de +0,76 % par rapport à 2016 (Alpes-de-Haute-Provence : +2,84 %, France hors Mayotte : +2,11 %).
| 1793 | 1800 | 1806 | 1821 | 1831 | 1836 | 1841 | 1846 | 1851 |
| ---- | ---- | ---- | ---- | ---- | ---- | ---- | ---- | ---- |
| 859  | 777  | 892  | 854  | 881  | 793  | 780  | 749  | 702  |

| 1856 | 1861 | 1866 | 1872 | 1876 | 1881 | 1886 | 1891 | 1896 |
| ---- | ---- | ---- | ---- | ---- | ---- | ---- | ---- | ---- |
| 697  | 635  | 562  | 528  | 502  | 539  | 482  | 389  | 359  |

| 1901 | 1906 | 1911 | 1921 | 1926 | 1931 | 1936 | 1946 | 1954 |
| ---- | ---- | ---- | ---- | ---- | ---- | ---- | ---- | ---- |
| 349  | 355  | 357  | 319  | 283  | 260  | 225  | 201  | 198  |

| 1962 | 1968 | 1975 | 1982 | 1990 | 1999 | 2006 | 2007 | 2012 |
| ---- | ---- | ---- | ---- | ---- | ---- | ---- | ---- | ---- |
| 301  | 322  | 365  | 437  | 474  | 504  | 439  | 429  | 403  |

| 2017 | 2022 | - | - | - | - | - | - | - |
| ---- | ---- | - | - | - | - | - | - | - |
| 396  | 397  | - | - | - | - | - | - | - |

L'histoire démographique d'Enchastrayes, après la saignée des XIVe et XVe siècles et le long mouvement de croissance jusqu'au début du XIXe siècle, est marquée par une période d'« étale » où la population reste stable à un niveau élevé. Cette période dure de 1806 à 1846. L'exode rural provoque ensuite un mouvement de baisse rapide de la population, qui plus est un mouvement de longue durée. Dès 1891, la commune enregistre la perte de plus de la moitié de sa population (par rapport au maximum historique). Le mouvement de baisse s'interrompt dès les années 1950. Depuis, la population a doublé, dépassant les quatre cents habitants, soit la moitié de son maximum historique.
La population augmente énormément dans la station de ski du Sauze-Super Sauze pendant les vacances scolaires de Noël et surtout de Février, et beaucoup moins en été.

## Lieux et monuments
- Château d’Enchastrayes.
- Église Saint-Pierre-et-Saint-Paul (XIXe siècle), mitoyenne de la mairie du village. Elle abrite un tableau représentant Les âmes du Purgatoire avec saints Pierre et Paul, de 1717, classé monument historique au titre objet[66].
- Église Saint-Sébastien de l’Aupillon.
- Église Notre-Dame-des-Neiges de la Conche.
- Chapelle Saint-Sébastien, église paroissiale de l’Aupillon à partir de 1806[67], agrandie au XIXe siècle ; chapelle Notre-Dame-des-Neiges à la Conche (paroisse à partir de 1816)[68],[51] ; chapelles Saint-Roch au Sauze, Saint-Barthelémy à la Conchette, au Villard-de-Faucon[51].
- La croix de l’Alp situé sur la montagne du même nom à 2 600 m d'altitude, est le but d’un pèlerinage estival par le chemin de La Rente puis par le col bas.
- La Roche aux Fées située un peu avant le lieu-dit « La Rente » ; on dit que de monter sur celle-ci en faisant un vœu réaliserait celui-ci[4].
- La station de ski du Sauze-Super Sauze

Un tableau conservé dans une église représente saint Jean l’Évangéliste dans un chaudron placé sur un feu.

## Personnalités liées à la commune
- Wadeck Gorak, 5e du Freeride World Tour 2018-19
- Carole Merle, championne de ski française
- Christine Rossi, championne olympique
- Jacques Martin, adjoint au maire et commerçant, ancien entraineur national de ski alpin
- Joseph Bellon (Enchastrayes 1810-1888 Nice), négociant en soieries à Lyon, cofondateurs et vice-président du conseil d'administration du Crédit Lyonnais, chevalier de la Légion d'honneur.
- Damien Bellon (Enchastrayes 1815-1882 Ecully), frère du précédent, négociant en soieries à Lyon.
- Jean-Henri Jaubert, (dit Henry Jaubert) (Enchastrayes 1832-1901 Ecully), manufacturier, fabricant et négociant en soieries à Lyon à la suite de ses oncles Bellon, cofondateur du Crédit Lyonnais, chevalier de la Légion d'honneur.

Jean-Baptiste Ebrard, né sur la commune dans une famille de cultivateurs, émigra au Mexique et devint l'un des propriétaires du Magasin de nouveautés Puerto de Liverpool, à Mexico.
Antoine Eugène Ebrard (1871-1948), neveu du précédent, né sur la commune,  vécut entre 1891 et 1919 à Mexico. Il rentra vers 1920 dans la Vallée fortune faite.
Pierre Ebrard (1922-2007), son fils, fut administrateur de la France d'outre-mer puis maître de conférences hors classe à la faculté de droit d'Aix-Marseille III et maire d'Enchastrayes. Il est l'auteur d'une thèse de droit public soutenue à Aix en 1949, "Les mexicains de l'Ubaye (1821-1949)", qui est fondamentale pour la connaissance de l'aventure des "barcelonnettes" au Mexique.